# Kuchta Klára
Kuchta Klára (Rozsnyó, 1941. november 8.–) iparművész, képzőművész.

## Életpályája
Rozsnyón született 1941-ben. 1947 nyarán családjával együtt a Felvidékről Magyarországra voltak kénytelenek költözni a kitelepítések idején. Matyóföldre érkeztek, majd néhány hónappal később Budakeszire kerültek. Tanulmányait 1963 és 1968 között végezte a Magyar Iparművészeti Főiskolán. Tagja a Folyamat Társaságnak. Genfben él 1971 óta, 1990-től a Genfi Egyetemen tart előadásokat. 1991-ben ugyanitt alapította a Művészet és környezetvédelem, műterem gyermekeknek, felnőtteknek központot. Alkotásai festmények, szobrok, murális művek, fal- és tértextilek, installációk, konceptuális- és videóművek.

## Családja
Édesapja Dr. Kuchta Ferenc, édesanyja Juhász Borbála. Testvére Kuchta Nándor fotóművész.

## Egyéni kiállításai
- 1972, 1975 • Palais de l'Athénée, Genf
- 1978 • Galerie Isy Brachot, Brüsszel
- 1984 • Kunstmuseum, Bern
- 1986 • Szent István Király Múzeum, Székesfehérvár
- 1987 • Ernst Múzeum, Budapest (kat.)
- 1987 • Galerie Faust, Genf
- 1991 • Galerie Schöningh, Zürich
- 1993 • Vasarely Múzeum, Budapest
- 1993 • Galerie Faust, Genf.
- 2019 • acb Galéria, Budapest (április 23. – május 24.)

## Válogatott csoportos kiállítások
- 1970, 1974 • 1., 3. Fal- és Tértextil Biennálé, Savaria Múzeum, Szombathely
- 1972 • Musée Rath, Genf
- 1973 • Salon Europe, Musée des Beaux-Arts, Brüsszel • Kunsthalle, Düsseldorf
- 1976 • Biennálé Suisse, Lausanne • Art Center, Boston
- 1977 • Museum Bellerive, Zürich
- 1978 • Venezia/Revenice, Palazzo Grassi, Velence • Künstlerhaus, Bécs • New York University, New York
- 1979 • I. C. C., Antwerpen • Palazzo del Diamanti, Ferrara • Néprajzi Múzeum • Centre Georges Pompidou, Párizs • M. v. Praze, Prága • Lehnbachhaus Städtische Galerie, München
- 1980 • Musée Cantonal des Beaux-Arts, Lausanne • Musée Rath, Genf • Withworth Gallery, Manchester
- 1981 • Fundacio Gulbenkian, Lisszabon • Fondation Salle Patino, Genf
- 1982 • Tisztelet a szülőföldnek. Külföldön élő magyar származású művészek II. kiállítása, Műcsarnok, Budapest
- 1983 • Videófesztivál, Charleroi (B) • Nemzetközi videó-show, Koppenhága • Spazio video 2, Salerno (OL)
- 1984 • Arts as Presence, Twin Palms Gallery, San Francisco • Centre d’Art Contemporain Video, Genf • Videófesztivál, Locarno (CH)
- 1985 • Musée Rath, Genf
- 1986 • Studio Musique Contemporaine, Genf
- 1987 • Palais Wilson, Genf • Tromp Art, Genf
- 1988 • Kunstmuseum, Bern
- 1989 • Magyar Nemzeti Galéria, Budapest
- 1990 • Szépművészet Múzeum, Budapest
- 1991 • Manoir, Martigny (FR)
- 1992, 1993 • Escale 1, 4, 5, Genf
- 1993 • Ars (dis)symmetrica, Budapest

## Művek közgyűjteményekben
- Pompidou központ, Párizs
- Fondation Gordon Matta-Clarc, Antwerpen
- Szent István Király Múzeum, Székesfehérvár
- Modern Magyar Képtár, Janus Pannonius Múzeum, Pécs
- Kunstmuseum, Bern
- Musée d’Art et d’Histoire, Genf
- Musée d’Art Moderne, Párizs
- Magyar Nemzeti Galéria, Budapest
- Szépművészeti Múzeum, Budapest.

## Társasági tagság
- Folyamat Társaság

## Kitüntetések
- A Magyar Érdemrend tisztikeresztje (2022)[2]